# علامة تراكب النقير

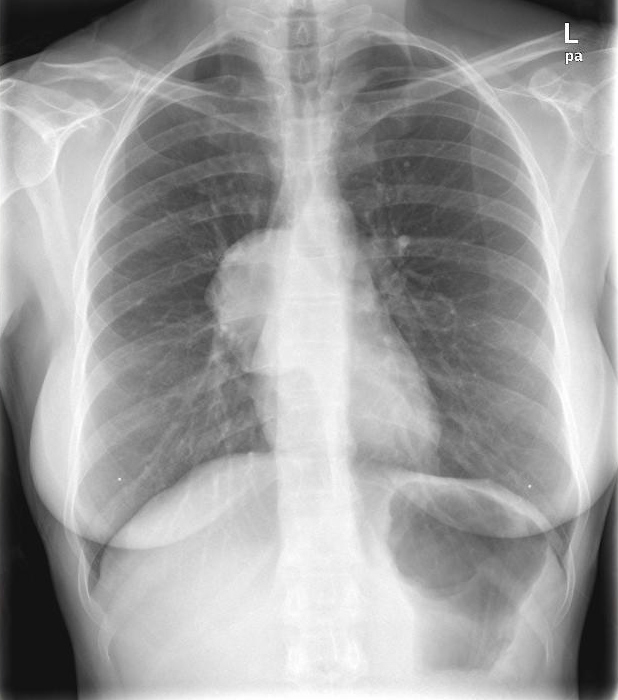
يُظهر هذا التصوير الشعاعي للصدر بوضعية الخلفي-الأمامي وجود شكل غير طبيعي في منطقة النقير الأيمن، مع إمكانية رؤية الأوعية الرئوية من خلال الكتلة، مما يشير إلى "علامة تراكب النقير" ، والتي تدل على أن موقع الكتلة في المنصف الخلفي. بعد الاستئصال، تبين أن الكتلة هي ورم ليفي مفرد حميد في غشاء جنبي.

علامة تراكب النقير (بالإنجليزية: hilum overlay sign) هي مظهر إشعاعي يظهر في تصوير الصدر بالأشعة السينية حيث يمكن رؤية حدود النقير عند مستوى كتلة أو تجمع في منتصف الصدر. وهذا يشير إلى أن الكتلة ليست في المنصف الأوسط ، بل هي إما من المنصف الأمامي أو المنصف الخلفي حيث تنشأ معظم الكتل من المنصف الأمامي.